# Liriomyza heringi
Liriomyza heringi este o specie de muște din genul Liriomyza, familia Agromyzidae, descrisă de Nowakowski în anul 1961. Conform Catalogue of Life specia Liriomyza heringi nu are subspecii cunoscute.